# Центральный банк Исламской Республики Иран
Центральный банк Исламской Республики Иран (перс. بانک مرکزی جمهوری اسلامی ایران‎ — ба́нке маркази́йе джомхури́йе ислами́йе ира́н) — центральный банк Ирана, глава Центрального банка — Мохаммад Реза Фарзин.

## История
Первым органом, выполнявшим функции современного центробанка, в Иране был основанный англичанами в 1889 году Императорский банк Персии. Учётно-ссудный банк Персии был основан Российской империей чуть позже.
В 1927 году был основан государственный Национальный банк Ирана, выпускавший национальную валюту. В августе 1960 года был основан Центральный банк Ирана, к которому отошли некоторые функции Национального банка. Центробанк был переименован в Центральный банк Исламской Республики Иран после революции 1979 года.
В здании Центробанка на проспекте Фирдоуси расположен своеобразный «алмазный фонд» — регалии монархов Ирана, начиная с эпохи Сефевидов.

## Особенности
Современное банковское дело противоречит некоторым догматам ислама, поэтому в Иране действует Исламское банковское право, принятое Исламским консультативным советом в 1983 году. Главная особенность ведения банковского дела в Иране — запрет на ростовщичество, строго запрещённое Кораном: банк не получает проценты ни с частных, ни с юридических лиц (в том числе с коммерческих банков) за заем. Кроме того, запрещены некоторые формы денежных операций, например, вклады в производство запрещенных Кораном пищевых продуктов, алкоголя, табака и так далее.
Несмотря на ограничения, банк всё же получает процент — но не от суммы займа, а от прибыли кредитованного предприятия.

## Управляющие банком
Список управляющих банком:
| Управляющий                      | Дата |
| -------------------------------- | ---- |
| Ибрахим Кашани                   | 1960 |
| Али Асгар Пур Хомаюн             | 1961 |
| Махди Самии                      | 1964 |
| Ходадад Фарманфармаян            | 1969 |
| Махди Самии                      | 1970 |
| Абдолали Джаханшали              | 1971 |
| Мохаммад Еганех                  | 1973 |
| Хасан-Али Мехран                 | 1975 |
| Юсеф Хошкиш                      | 1978 |
| Мохаммад Али Молави              | 1979 |
| Алиреза Нобари                   | 1979 |
| Мохсен Нурбахш                   | 1981 |
| Маджид Гасеми                    | 1986 |
| Сейед Мохаммад Хоссейн Адели     | 1989 |
| Мохсен Нурбахш                   | 1994 |
| Мохаммад Джавад Ваххаджи (и. о.) | 2003 |
| Ибрахим Шейбани                  | 2003 |
| Тамасб Мазахери                  | 2007 |
| Махмуд Бахмани                   | 2008 |
| Валиулла Сейф                    | 2013 |
| Абдолнасер Хеммати               | 2018 |

## Статистика
- Объём золотовалютных резервов: $76,1 млрд (ноябрь 2007)
  - Структура: 10 % — золото, 20 % — доллары США, 75 % — евро, 5 % — иены, швейцарские франки и др.
  - Использование: $12 млрд (2007) расположены в стабилизационном фонде.